# مدرسه درو
مدرسه درو (انگلیسی: Drew School) مدرسه خصوصی مختلط و کالج آموزش متوسطه مستقر در سان‌فرانسیسکو، کالیفرنیا در ایالات متحده آمریکا است، که در سال ۱۹۰۸ توسط جان شیهان درو تأسیس شد.